# Ndrek Shkjezi
Ndrek Shkjezi (ur. 4 czerwca 1922 w Szkodrze, zm. 2000 w Tiranie) – albański aktor.

## Życiorys
W 1938 zaczął występować jako aktor i gitarzysta w zespole amatorskim w rodzinnej Szkodrze. W czasie wojny walczył w jednym z oddziałów partyzanckich AWN. Po zakończeniu wojny osiedlił się w Tiranie. Pracę aktora zawodowego rozpoczął w 1945 na scenie Teatru Ludowego. Należał do grona współtwórców sceny narodowej, razem z Mihalem Popi i Kadrim Roshi. Na tej scenie zagrał ponad 100 ról.
Karierę filmową rozpoczął w 1953 epizodyczną rolą w filmie Skenderbeu. Zagrał potem jeszcze w 25 filmach fabularnych. Za rolę w filmie Shoku yne Tilli otrzymał nagrodę państwową.
Został uhonorowany orderem Naima Frashëriego oraz tytułem Zasłużonego Artysty (alb. Artist i Merituar).

## Role filmowe
- 1953: Skenderbeu jako Gjeto Gjokaj
- 1961: Debatik jako kupiec
- 1969: Plage te vjetra jako Llambi
- 1978: Kur hidheshin themelet jako Zenel
- 1978: Ne pyjet me bore ka jete jako Allaman Uka
- 1979: Ne vinim nga lufta jako Nikollaqi
- 1979: Radiostacioni jako jeden z właścicieli ziemskich
- 1980: Sketerre '43 jako Zoti Kico
- 1981: Ne prag te lirise jako Hajdar Kasimati
- 1981: Shoku yne Tilli jako nauczyciel geografii
- 1982: Besa e Kuqe jako Finoku
- 1982: Era e ngrohte e te thellesive
- 1983: Apasionata jako Tasi
- 1983: Fundi i nje gjakmarrjeje jako Alush
- 1984: Fejesa e Blertes jako Themiu
- 1984: Vendimi jako kupiec
- 1985: Te paftuarit
- 1985: Mondi dhe Diana jako rybak
- 1986: Bardhesi
- 1986: Fjale pa fund jako emeryt
- 1987: Kemishet me dylle jako Hanxhiu
- 1987: Telefoni i një mëngjesi
- 1987: Rrethi i kujtesës
- 1988: Bregu i ashper
- 1988: Tre vetë kapërcejnë malin
- 1990: Flete te bardha jako wujek Kristiny
- 1990: Nje djale dhe nje vajze jako generał, dziadek Artana